# Gökdeniz Varol
Gökdeniz Varol (* 15. September 1995 in Izmir) ist ein türkischer Fußballspieler.

## Karriere
Varol verbrachte seine Jugend bei Manisaspor und wurde zur Saison 2013/14 in den Profikader übernommen, wo er am ersten Spieltag auch gleich seinen ersten Einsatz machen durfte, als er in der 60. Minute gegen Ankaraspor eingewechselt wurde. 2017 war er kurzzeitig an Silivrispor ausgeliehen und wechselte danach zu Ergene Velimeşe SK, wo er bis 2019 spielte, hier erzielte er auch seine ersten Tore als Profifußballer. 2019 erfolgte der Wechsel zu Erzin Belediyespor, wo er mit sechs Treffern in zwölf Einsätzen zu überzeugen wusste.
Im Juni 2019 wechselte er ablösefrei zu Karaköprü Belediyespor und traf hier unter anderem per Kopf gegen seinen alten Verein Manisaspor bei einem 3:1-Sieg.

## Nationalmannschaft
Varol debütierte 2014 für die Türkische U-19-Nationalmannschaft.